# Pływanie na Letnich Igrzyskach Olimpijskich 1896 – 1200 m stylem dowolnym mężczyzn
Konkurencja pływacka 1200 metrów stylem dowolnym odbyła się 11 kwietnia.

## Wyniki
| lp.    | Zawodnik                    | Kraj              | Wynik    | Uwagi |
| ------ | --------------------------- | ----------------- | -------- | ----- |
| złoto  | Alfréd Hajós                | Węgry             | 18:22.2  |       |
| srebro | Joanis Andreu               | Królestwo Grecji  | 21:03.4  |       |
| 4.-8.  | Efstatios Chorafas          | Królestwo Grecji  | nieznany |       |
| 4.-8.  | N. Katrawas                 | Królestwo Grecji  | nieznany |       |
| 4.-8.  | Gardner Williams            | Stany Zjednoczone | nieznany |       |
| 4.-8.  | 3 innych, nieznanych Greków | Królestwo Grecji  | nieznany |       |
| –      | Paul Neumann                | Austria           | DNF      |       |